# Chrysina gloriosa
Chrysina gloriosa (лат.) — вид жуков из семейства пластинчатоусых. Синоним — Plusiotis gloriosa..

## Распространение
Распространены в Мексике. В Соединенных Штатах Америки иногда встречаются на юго-востоке штата Аризона и на западе Техаса.

## Описание
Длина тела взрослых особей 25-28 мм. Они окрашены в ярко-зелёный цвет и имеют серебристые полосы на надкрыльях.

## Биология
Взрослые особи поедают листья можжевельника на большой высоте и могут маскироваться, смешиваясь с растениями. Имаго активны летом, преимущественно ночью.

## Статус
Иногда этот вид ошибочно относят к вымирающим.